# Weißenbach Rieding
Weißenbach Rieding je naselje v Občini Volšperk v Okraju Volšperk na Koroškem v Avstriji.